# Gropiusstadt
Gropiusstadt är en stadsdel i Neukölln i Berlin. Den byggdes 1962–1975 i dåvarande Västberlin som satellitstad, mellan områdena Britz, Buckow och Rudow.  Gropiusstadt har fått sitt namn efter Walter Gropius. Stadsdelen byggdes av Berlins kommunala bostadsbolag DEGEWO och GEHAG. Från dess att området stod klart präglades det av sociala problem och Berlin har på olika sätt försökt att råda bot på de problemen. 

## Historia
I mitten av 1950-talet började man fundera på möjligheten att skapa ett nytt stort bostadsområde i södra Neukölln i dåvarande Västberlin. Tanken var att skapa ett område i modernismens anda, präglat av idéerna av CIAM och Le Corbusier. Från att ha haft en idé om att utvidga Bruno Tauts Hufeisensiedlung söderut valde man sedermera idén att använda åkermark vid Berlins södra stadsgräns. En av initiativtagarna var det allmännyttiga bostadsbolaget Gehags Karl-Heinz Peters som även föreslog Walter Gropius som arkitekten att genomföra utformningen till Berlins senat.
1958 följde de första markinköpen för vad som då kallades Großsiedlung Britz-Buckow-Rudow – Großsiedlung BBR. Walter Gropius och hans arkitektkontor The Architects Collaborative (bl.a. Alexander Cvijanovic) engagerades i projektet. Då var planen att uppföra 14 500 bostäder. I och med Berlinmurens uppförande 1961 ändrades premisserna: den begränsade tillgången på mark i Västberlin medförde att man lät byggnaderna skjuta i höjden - höghus på upp till 30 våningar istället för de av Gropius koncipierade 14-våningshusen. Även grönområdena reducerades.
Den 7 november 1962 togs det första spadtaget av Berlins borgmästare Willy Brandt i sällskap av Walter Gropius och byggherren Gehags Karl-Heinz Peters för områdets första del. Hela byggandet stod de kommunala bostadsbolagen Gehag och Degewo för. Från 1965 förlängdes Berlins tunnelbanas U7 till Gropiusstadt och slutstationen Rudow. Efter det att Gropius avlidit gavs området 1972 namnet Gropiusstadt och stod helt klart 1975 med 18 500 lägenheter.
Gropiusstadt har präglats av sociala problem sedan området stod klart. Problemen i Gropiusstadt återges bland annat i boken och filmen Gänget i tunnelbanan / Christiane F. (Wir Kinder am Bahnhof Zoo) där bokens huvudperson bor i Gropiusstadt. Omsättningen på hyresgäster har varit hög och man har försökt att förbättra området genom att bygga om delar av det. Kritik har riktats mot utformningen som skapat otrygghet och alienation bland invånarna.